# Титовская (Московская область)
Ти́товская — деревня в муниципальном округе Егорьевск Московской области России.

## География
Деревня Титовская расположена в северо-восточной части муниципального округа Егорьевск, примерно в 8 километрах к востоку от города Егорьевск. В 500 метрах к западу от деревни протекает река Люблёвка [какая?]. Высота над уровнем моря 137 метров.

## Название
В письменных источниках деревня упоминается как починок Титовский (1554 год). До начала XVII века пустошь, позже деревня Титовская.
Название связано с некалендарным личным именем Тит.

## История
До отмены крепостного права жители деревни относились к разряду государственных крестьян. После 1861 года деревня вошла в состав Поминовской волости Егорьевского уезда. Приход находился в селе Ново-Егорьевское.
В 1926 году деревня входила в Клеменовский сельсовет Поминовской волости Егорьевского уезда.
До 1994 года Титовская входила в состав Клеменовского сельсовета Егорьевского района, в 1994—2004 годы — Клеменовского сельского округа, а в 1994—2006 годы — Саввинского сельского округа.
Входит в состав сельского поселения Саввинское.

## Демография
В 1885 году в деревне проживало 227 человек, в 1905 году — 312 человек (152 мужчины, 160 женщин), в 1926 году — 211 человек (93 мужчины, 118 женщин). По переписи 2002 года — 33 человека (13 мужчин, 20 женщин). Население — 28 человек (2010).
| 1859 | 1868 | 1885 | 1905 | 1926 | 2002 | 2006 |
| ---- | ---- | ---- | ---- | ---- | ---- | ---- |
| 167  | ↗170 | ↗227 | ↗312 | ↘211 | ↘33  | →33  |
| 2010 |      |      |      |      |      |      |
| ↘28  |      |      |      |      |      |      |